# Kap Kolossow
Kap Kolossow (russisch Мыс Колосов Mys Kolossow) ist ein Kap an der Küste des ostantarktischen Enderbylands. Es liegt auf der Westseite einer vereisten Halbinsel, welche die Ostseite der Einfahrt zur Amundsenbucht bildet.
Luftaufnahmen der Australian National Antarctic Research Expeditions aus dem Jahr 1956 dienten seiner Kartierung. Sowjetische Wissenschaftler nahmen 1958 eine neuerliche Kartierung vor und benannten das Kap nach Wladimir Kolossow, einem Flugzeugnavigator, der in der Arktis ums Leben gekommen war.